# Best Fiction
Best Fiction é o terceiro álbum dos maiores sucessos da cantora japonesa Namie Amuro, lançado pela sua gravadora Avex Trax em 30 de julho de 2008. O lançamento segue seus dois álbuns de maiores sucessos anteriores, 181920 (1998) e Love Enhanced Single Collection (2002). A compilação foi lançada como um CD independente e uma embalagem de CD incluindo um DVD. O álbum inclui duas novas faixas, "Sexy Girl" e "Do Me More", além do single lado A triplo 60s 70s 80s .
Best Fiction foi elogiado pelos críticos contemporâneos que notaram a progressão da imagem de Amuro nos anos anteriores, enquanto alguns foram críticos em relação a algumas canções por sua falta de poder. O álbum estreou em primeiro lugar na tabela Oricon Albums Chart, seu oitavo número um naquele gráfico e durou seis semanas no topo. Best Fiction foi certificado pela Associação da Indústria Fonográfica do Japão (RIAJ) por remessas de um milhão de unidades, seu primeiro certificado de mais de um milhão de cópias vendidas desde 181920. Ainda, Amuro realizou uma turnê para promover o disco entre 2008 e 2009.

## História
No início de 2008, Amuro confirmou que lançaria um novo single para um novo álbum de grandes sucessos. Amuro lançou o jogo extenso 60s 70s 80s (Março de 2008) que continha as faixas "New Look", "Rock Steady" e "What a Feeling". Ela revelou que todos os seus futuros singles seriam promovidos através de seus contratos de patrocínio, com o primeiro single sendo promovido através da companhia de cabelos Vidal Sassoon. Amuro revelou que duas novas músicas seriam apresentadas no álbum, sendo "Sexy Girl" e "Do Me More". "Sexy Girl" foi a música tema do drama NHK Otome no Punch que foi ao ar em 19 de junho, e o outro chamado "Do Me More" foi a música da campanha de Vidal Sassoon.
Best Fiction é o terceiro álbum de maiores sucessos de Amuro, com todas as faixas de " Wishing on the Same Star " (2003) até 60s 70s 80s. O álbum foi lançado em dois formatos; um CD independente que apresenta um close-up do rosto de Amuro, e um pacote de CD e DVD que tem Amuro inclinado em cima do capô de um carro. As obras de arte do álbum foram revelados em Oricons website blog, ambos fortemente retocada . O título da compilação foi revelado no site da série NHK "Otome no Punch" em seu FAQ . Amuro comentou que a imagem foi escolhida porque refletia o título do álbum.

## Singles
60s 70s 80s foi servido como o primeiro single e foi formatado como um jogo extenso . O EP continha três músicas: "New Look", "Rock Steady" e "What a Feeling". O single estreou na segunda posição nos charts semanais da oricon com mais de 114.000 cópias vendidas. Na segunda semana, o single ganhou o primeiro lugar da semana, tornando-se seu primeiro single número um após 9 anos e 3 meses desde " I Have Never Seen ". De acordo com a Oricon, "60s 70s 80s" vendeu quase 300.000 cópias. 60s 70s 80s foi certificado platina pela Associação da Indústria Fonográfica do Japão (RIAJ) para embarques de 250.000 unidades, seu EP mais vendido e seu single mais vendido desde seu single " Something 'bout the Kiss " (1999).

## Recepção
| Críticas profissionais | Críticas profissionais |
| Avaliações da crítica  | Avaliações da crítica  |
| Fonte                  | Avaliação              |
| ---------------------- | ---------------------- |
| Allmusic               | 3.5 de 5 estrelas.     |

Best Fiction recebeu críticas favoráveis de críticos de música. Adam Greenberg, da Allmusic, selecionou o álbum como um dos melhores trabalhos de Amuro ao lado de seus álbuns de estúdio Play (2007) e Break the Rules (2002). Revendo o álbum, ele afirmou: "Em vez de usar o som pop básico comum ao mundo J-pop, Amuro gasta mais de sua energia em um formato de dança, usando batidas fortes e letras sexualizadas para criar um som diferente da luz e pop inocente saturando o mercado, agindo como uma espécie de Madonna japonesa em certo sentido. Com Best Fiction, sua terceira compilação de maiores sucessos, sua produção de 2002 a 2008 é abordada detalhadamente. " Ele comentou que, enquanto "Há também uma tarifa padrão ao longo do caminho - itens que certamente atingirão as paradas, mas deixam impressões menos duradouras", concluiu ele. "Há muita faixa coberta aqui, e todas elas tiveram um desempenho muito bom. . Não é uma resistência ruim para um ex-cantor ídol".
Best Fiction vendeu 681.000 cópias na primeira semana e estreou na posição número um na parada japonesa de álbuns da Oricon. Em sua terceira semana, a Best Fiction vendeu mais de um milhão de cópias, e Amuro tornou-se a única artista que produziu álbuns vendendo milhões de fichas na oricon por três décadas de adolescentes, 20 e 30 anos. Best Fiction eventualmente passou seis semanas consecutivas na posição número um, tornando-se o primeiro álbum a fazê-lo em mais de 14 anos desde o álbum Dreams Come True de 1993, Magic . Best Fiction se tornou o segundo álbum mais vendido por trás de Exile 's Exile Love nas paradas de álbuns anuais da Oricon 2008. Além disso, tornou-se o segundo álbum de formato digital mais vendido por artistas japoneses por trás da Heart Station, de Hikaru Utada nas paradas de álbuns anuais do iTunes no Japão. Best Fiction ganhou o prêmio de "o melhor álbum do ano" no 50.º Japan Record Awards.

## Promoção
A NHK a convidou para se apresentar no 59.º NHK Kōhaku Uta Gassen, mas Amuro recusou. Em 25 de outubro de 2008, Amuro também iniciou uma turnê chamada Namie Amuro Best Fiction Tour 2008–2009 no Makuhari Messe. A turnê quebrou recordes de público de artistas femininas solo japonesas, tocando para 500.000 fãs em todo o Japão, China e Taiwan Em uma aparição com a revista Sweet, Amuro confirmou que o lançamento do vídeo em casa da turnê seria de seus shows no exterior no Taipei Arena em Taiwan em junho. Seu site de gerenciamento anunciou formalmente em 21 de julho o lançamento do " Namie Amuro Best Fiction Tour 2008-2009 " em DVD e Blu-ray em 9 de setembro de 2009.

## Lista de músicas

### CD
| #  | Título                               | Compositores                                                       | Tempo |
| -- | ------------------------------------ | ------------------------------------------------------------------ | ----- |
| 1  | "Do Me More"                         | Nao'ymt                                                            | 5:16  |
| 2  | " Wishing On The Same Star "         | Diane Warren, kenko-p                                              | 4:55  |
| 3  | " Shine More "                       | Paul Taylor, Scott Nickoley, Sandra Pires, HUB                     | 3:38  |
| 4  | " Put 'Em Up "                       | Dallas Austin, Jasper Cameron, Michico                             | 4:04  |
| 5  | " SO CRAZY "                         | Força Total, Jennifer "JJ" Johnson, Michico, Tiger                 | 4:33  |
| 6  | " Alarm "                            | Jusme, Monge                                                       | 4:10  |
| 7  | " All for you "                      | Natsumi Watanabe, Ryoki Matsumoto                                  | 5:58  |
| 8  | " Girl Talk "                        | T.Kura, Michico                                                    | 4:22  |
| 9  | " Want me Want me "                  | Michico, Sugi-V                                                    | 3:11  |
| 10 | " White Light "                      | Nao'ymt                                                            | 5:17  |
| 11 | " Can't Sleep, Can't Eat, I'm Sick " | T.Kura, Michico                                                    | 3:48  |
| 12 | " Baby Don't Cry "                   | Nao'ymt                                                            | 5:20  |
| 13 | " Funky Town"                        | T.Kura, Michico, LL Brothers                                       | 3:49  |
| 14 | " New Look "                         | Michico, T.Kura, Brian Holland, Eddie Holland                      | 3:58  |
| 15 | " Rock Steady "                      | Michico, Muro, Aretha Franklin                                     | 3:29  |
| 16 | " What a Feeling "                   | Michiko, Shinichi Osawa, Keith Forsey, Irene Cara, Giorgio Moroder | 3:48  |
| 17 | "Sexy Girl"                          | Ryosuke Imai, Usk Trak                                             | 4:39  |

### DVD: Vídeos Musicais
| #  | Título                                                | Diretor          | Tempo |
| -- | ----------------------------------------------------- | ---------------- | ----- |
| 1  | "Do Me More"                                          | Yusuke Tanaka    |       |
| 2  | " Desejando a mesma estrela "                         | Masuto Muto      |       |
| 3  | " Shine More "                                        | Ugichin          |       |
| 4  | " Put 'Em Up "                                        | Ugichin          |       |
| 5  | " Tão louco "                                         | Masuto Muto      |       |
| 6  | " Alarme "                                            | Ugichin          |       |
| 7  | " Tudo para você "                                    | Masuto Muto      |       |
| 8  | " Girl Talk "                                         | Ugichin          |       |
| 9  | " Me quer, me quer "                                  | Masuto Muto      |       |
| 10 | " Luz branca "                                        | Masuto Muto      |       |
| 11 | " Não consigo dormir, não posso comer, estou doente " | Masuto Muto      |       |
| 12 | " Baby não chore "                                    | Masuto Muto      |       |
| 13 | " Funk Town "                                         | Hidekazu Sato    |       |
| 14 | " Novo visual "                                       | Yuichi Kodama    |       |
| 15 | " Rock Steady "                                       | Yusuke Tanaka    |       |
| 16 | " Que sensação "                                      | Hidekazu Sato    |       |
| 17 | "Sexy Girl"                                           | Kensuke Kawamura |       |

## Créditos
- Produtores: Dallas Austin, Giant Swing, Nao'ymt, Tiny Voice